# Enea Tallone
Enea Tallone (Milano, 7 febbraio 1876 – Lamone, 3 maggio 1937) è stato un architetto italiano.

## Biografia
Figlio di Cesare Tallone, pittore e professore all'Accademia di Belle Arti di Brera. Studiò architettura al Politecnico federale di Zurigo, diplomandosi nel 1899. Agli inizi del XX secolo partecipò al restauro del castello di Montebello di Bellinzona. Successivamente lavorò con Charles Louis Girault a Parigi, rientrando in Svizzera nel 1913 per aprire uno studio di architettura a Lugano.

## Opere
Tra le sue opere, in stile lombardo, spiccano, a Bellinzona:
- l'ex Fabbrica di prodotti chimici (ora edificio amministrativo), in via Salvioni, edificata nel 1912,
- la villa per Giovanni Bonetti, edificata nel 1913,
- la villa di Cornelio Bonetti del 1918,
- il disegno dell'atrio del Teatro Sociale, del 1919,
- il palazzo comunale, realizzato negli anni 1921-1926,
- il palazzo Ginevrina (ora agenzia della Banca Popolare di Sondrio) degli anni 1920-1923,
- il palazzo commerciale del biennio 1924-1925,
- La Ca' da sass, in via Cancelliere Molo, realizzata nel 1928,
- il grottino ticinese degli anni 1927-1929,
- la villa Bonetti-Bonzanigo del biennio 1930-1931,

Inoltre, con Silvio Soldati, cui fu associato per qualche tempo, realizzò il palazzo Funicolare a Locarno e la basilica del Sacro Cuore a Lugano dal 1922 al 1927.